# Gruppi d'Azione Patriottica
Els Grups d'Acció Patriòtica (GAP), formats pel comandament general de les Brigades Garibaldi a finals d'octubre de 1943, eren petits grups de partisans que van néixer per iniciativa del Partit Comunista Italià per operar principalment a la ciutat, basant-se en el experiència de la Resistència francesa. Els militants del GAP eren anomenats "gappisti". Per extensió, les menys nombroses unitats ciutadanes socialistes i partidistes accionistes també es van anomenar GAP.